# Sächsische Zeitung
Sächsische Zeitung, förkortat SZ, är en dagstidning och regionaltidning för östra Sachsen i Tyskland, grundad 1946. Tidningen utkommer sju dagar i veckan och utgör i sitt huvudsakliga utgivningsområde den största dagstidningen, med en såld upplaga på 234 774 exemplar första kvartalet 2015 och omkring 731 000 läsare, varav 185 000 i Dresdens storstadsområde. Tidningen ägs till 60 procent av förlaget Gruner + Jahr och till 40 procent av det socialdemokratiskt ägda ddvg. Chefredaktör är sedan 2007 Uwe Vetterick.